# آبشار ماردولافوسن
آبشار ماردولافوسن (به نروژی: Mardalsfossen) آبشاری است که در کشور نروژ واقع شده‌است و بلندترین ریزشگاه آن ۳۵۸ متر ارتفاع دارد. حوضهٔ آبریز این آبشار، رود ماردولا است.